# Trozos de mi alma
Trozos de mi alma é o terceiro álbum de estúdio do artista musical mexicano Marco Antonio Solís. Lançado em 28 de janeiro de 1999 através da Fonovisa Records, se tornou o primeiro projeto comercialmente bem-sucedido do artista. Nos Estados Unidos, alcançou o topo da Billboard Latin Albums e foi certificado disco de platina através da Recording Industry Association of America (RIAA). Com vendas estimadas em 598 mil cópias, foi reconhecido como um dos álbuns de música latina mais vendidos no país.

## Alinhamento de faixas
Todas as faixas foram escritas por Marco Antonio Solís e produzidas por Bebu Silvetti.
| N.º | Título                    | Duração |  |
| 1.  | "Si no te hubieras ido"   | 4:48    |  |
| 2.  | "Amor en silencio"        | 3:58    |  |
| 3.  | "Se va muriendo mi alma"  | 4:35    |  |
| 4.  | "Mi eterno amor secreto"  | 3:46    |  |
| 5.  | "Sigue sin mí"            | 4:02    |  |
| 6.  | "Si te pudiera mentir"    | 4:21    |  |
| 7.  | "La última parte"         | 4:38    |  |
| 8.  | "Invéntame"               | 3:31    |  |
| 9.  | "A que me quedo contigo"  | 4:18    |  |
| 10. | "El peor de mis fracasos" | 4:10    |  |

## Desempenho comercial
| Tabela musical (2018)             | Melhor posição |
| --------------------------------- | -------------- |
| Estados Unidos (Billboard 200)    | 157            |
| Estados Unidos (Latin Albums)     | 1              |
| Estados Unidos (Latin Pop Albums) | 1              |

| País           | Provedor | Certificação |
| -------------- | -------- | ------------ |
| Argentina      | CAPIF    | Platina      |
| Estados Unidos | RIAA     | Platina      |
| México         | AMPROFON | Diamante     |